# Glaucina escariola
Glaucina escariola là một loài bướm đêm trong họ Geometridae.